# Посник Иванов
По́сник Ивано́в — русский землепроходец XVII века, енисейский казак, основатель Вилюйска, Верхоянска и Зашиверска, открыватель Индигирки и народа юкагиров.
В 1634 основал Вилюйск, находясь в экспедиции по поручению Ивана Галкина.
В 1637 году c 30 конными казаками перевалил за «Камень» (Верхоянский хребет), открыл верхнюю Яну (саму реку открыл Илья Перфильев в 1634). Местные якуты не оказали казакам никакого сопротивления и дали ясак соболями. На Яне русские собрали некоторые сведения о восточных «землицах» и «людишках», а именно: об «Юкагирской землице, людной на Индирь-реке». Летом 1637 года Посник продолжил конный поход. Продвигаясь на восток по реке Туостах (правый приток Адычи, бассейн Яны), казаки захватили четырёх юкагиров, и те не позже ноября того же года довели их до «Индигирской реки рыбной» (за год до Ивана Реброва). Весь путь от Яны до Индигирки через «Камень» (хребет Черского) отнял также четыре недели. Юкагиры пытались дать отпор русским. Они никогда раньше не видели лошадей и при нападении стремились перебить их, так как, по словам казаков, полагали, что они гораздо опаснее людей.  Русские победили и, взяв у юкагиров двух заложников, поставили первое зимовье на Индигирке, спешно построили лодки и двинулись вверх по реке, собирая ясак. Вернувшись в зимовье и оставив 16 человек, Иванов двинулся в обратный путь. В Якутске он рассказал о новой, богатой соболями Юкагирской земле, об «Индигирь-реке, в которую многие реки впали, а по всем тем рекам живут многие пешие и оленные люди», а также принёс первые сведения о Колыме и другой Погыче, расположенной к востоку.
25 апреля 1638 года Иванов предпринял поход из Якутска на Индигирку в «юкагирскую землицу» для сбора ясака. В 1639 году достиг Индигирки и заложил Зашиверск. В составе отряда Иванова были Фёдор Чукичёв, Афанасий Степанов, Терентий Алексеев, Иван Ерастов, составившие описание этого похода.
Пожалован в 1630-е годы царём Михаилом Фёдоровичем поместьем на Вологодчине и фамилией Ленин.